# Echografie

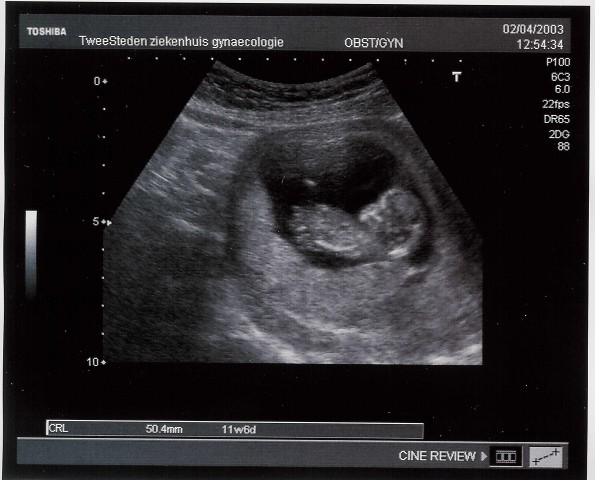
Echo van een ongeboren baby, in utero

Echografie, ook wel echoscopie genoemd, is een techniek die gebruikmaakt van (onhoorbaar) ultrageluid, vaak met een frequentie tussen 1 en 10 MHz, dat zich door het lichaam verplaatst en op grensvlakken tussen zachte en hardere structuren reflecteert. Deze techniek stelt medici onder meer in staat om organen in beeld te brengen. Zo kunnen ze zicht krijgen op de grootte, structuur en de eventuele pathologische afwijkingen ervan. Ze vindt binnen de geneeskunde toepassingen in onder meer de radiologie, chirurgie, cardiologie, urologie, podologie, anesthesie, huisartsenpraktijk, fysische geneeskunde en verloskunde-gynaecologie. Ook buiten de geneeskunde zijn er veel toepassingen, zie ultrasoon onderzoek.

## Techniek

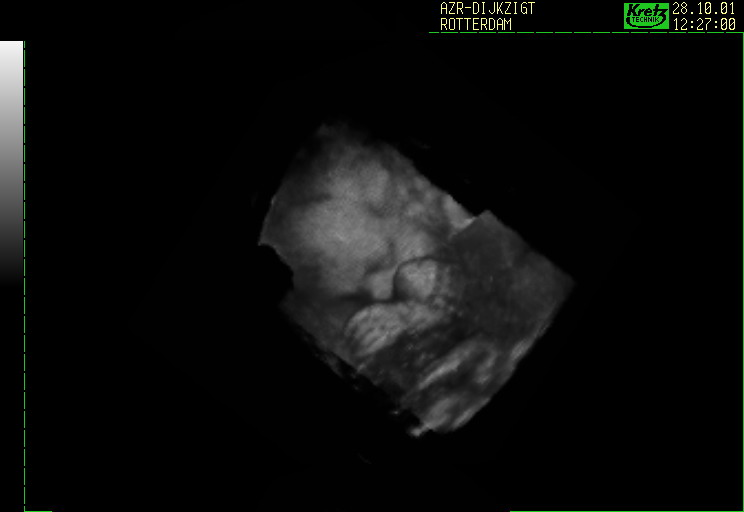
3D-echo van een ongeboren baby, handjes voor de mond goed zichtbaar

Het geluid dat voor medische echografie wordt gebruikt heeft een zo hoge frequentie dat het voor mensen niet hoorbaar is. Dit wordt ultrasoon geluid genoemd, afgekort met "ultrageluid". Dit ultrageluid wordt in het lichaam gebracht vanuit een transducent of probe (in de praktijk wordt vaak het Engelse woord transducer gebruikt), die bedekt tegen de huid wordt gehouden, waarbij een laag gel nodig is tussen huid en transducent omdat de geluidsgolven niet door een luchtspleet, hoe dun ook, heen komen.
De transducent kan men beschouwen als een ultrasone tv-camera. De door het lichaam gereflecteerde ultrageluidsgolven worden door dezelfde transducent (die beurtelings zendt en ontvangt) opgevangen en omgezet in een (zeer zwakke) elektrische wisselspanning. De elektrische echosignalen worden door een speciaal computersysteem (scan converter) omgezet in videobeelden, die op een monitor zichtbaar gemaakt worden (25 tot wel 150 beelden per seconde). Deze videobeelden kunnen ook afgedrukt worden op (thermisch) papier, fotografische film, of opgenomen worden op een analoge of digitale opslageenheid. De digitale beelden kunnen ook rechtstreeks in een digitaal archief opgenomen worden (een DICOM-server (PACS-server), Radiologie Informatie Systeem (RIS) of een gedeelde netwerkbron). De mogelijkheden het signaal digitaal te bewerken hebben de laatste decennia een grote vlucht genomen, van een lineaire afbeelding van de echo's van een enkele geluidsgolf (B-Mode of brightness mode) in het begin tot nu 2-, 3- of zelfs 4-dimensionale beelden. De 2D-beeldvorming is die modus waarbij de echobeelden in een tweedimensionale projectie te zien zijn (zie foto's).
Gebruikt men een computer welke deze beelden met een derde referentiefactor bewerkt (rendert), dan krijgt men een driedimensionale projectie, de zogeheten 3D-echo. Wil men dit 3D-beeld in realtime bekijken, dan spreekt men over een 4D-projectie.
Met behulp van speciale echoapparatuur kunnen ook de snelheid, richting en intensiteit bepaald worden waarmee reflecterende deeltjes zich bewegen. Hierbij wordt gebruikgemaakt van het dopplereffect. Vaak wordt dit onderzoek uitgevoerd in combinatie met de normale 2D-beeldvorming; er wordt dan gesproken van 'duplex-onderzoek' of 'echo-doppler-onderzoek'. Dit onderzoek wordt bijvoorbeeld gebruikt om de ernst van vernauwingen of lekkages in de bloedsomloop en in het hart te beoordelen. De reflecterende deeltjes in kwestie zijn de rode bloedcellen, waarvan de stroomsnelheid, richting en hoeveelheid dus kan worden bepaald. Uit hun snelheid kan met de wet van Bernoulli de plaatselijke bloeddruk worden berekend.

## Eigenschappen
Om tot een optimale beeldvorming te kunnen komen voor verschillende typen onderzoeken (applicaties), wordt er gebruikgemaakt van diverse soorten omzetters (transducenten). Deze werken met hoge frequenties en lage frequenties van het uitgezonden ultrageluid. Deze frequenties zijn hoger dan 1 miljoen trillingen per seconde (hoger dan 1 MHz, 1 megahertz). Ook zijn er transducenten van verschillende vorm, aangepast aan het deel van het lichaam dat moet worden onderzocht. Bijvoorbeeld bolvormige (convex array), brede en smalle vlakke (flat linear array) transducenten. Voor intracavitaire toepassingen zijn speciale probes beschikbaar, zoals een transoesofageale echoprobe ("TEE") voor de cardiologie, een echo-endoscoop voor maag-, darm- en leveronderzoek waarbij gebruikgemaakt wordt van een ultrasoundgeluidskop in combinatie met een videobron (CCD-chip of optisch). Voor gynaecologische of obstetrische onderzoeken wordt veelal een vaginale probe gebruikt (miniconvex) en voor urologische onderzoeken worden de rectale probe gehanteerd.
Vanwege de eigenschappen van geluidsvoortplanting door het menselijk lichaam kunnen hogere frequenties minder diep penetreren dan lagere frequenties. Naargelang van de klinische vraagstelling wordt een transducent met een specifieke frequentie en vorm gebruikt. Als voorbeeld zal er voor het onderzoek van een nier een transducent gebruikt worden met een convexe vorm en lage frequentie om zo diep mogelijk in het lichaam te kunnen dringen. Een veelvuldig gebruikte zendfrequentie voor dit type onderzoek is rond de 3 MHz. Voor bijvoorbeeld een oppervlakkig bloedvat zal men een vlakke (lineaire) transducent gebruiken, met een hogere zendfrequentie, gebruikelijk zo rond de 7,5 tot 10 MHz.

## Voordelen
Echografie geeft een goed beeld van organen die uit zacht weefsel bestaan, de zogenaamde weke delen van het lichaam, bijvoorbeeld spieren en zacht weefsel, mits deze geen lucht bevatten. Ultrageluid met een frequentie hoger dan 1 MHz dringt vrijwel niet in lucht door; het ultrageluid wordt vrijwel volledig door de lucht weerkaatst. Alle delen van het lichaam "achter" de luchtbel of achter de long zullen dan onzichtbaar blijven, aangezien deze niet door het ultrageluid bereikt kunnen worden.
Sterke echo's treden op bij overgangen tussen weefsel en vocht of bloed, tussen zacht weefsel en bindweefsel en tussen zacht weefsel en bot. Ook voor bot geldt dat er bijna geen penetratie van ultrageluid optreedt vanwege de sterke reflectie tegen de bovenkant. De echoapparatuur maakt 25 of meer complete tweedimensionale doorsneebeelden van het inwendige van het lichaam, dit zijn dus "livebeelden" waarbij de onderzoeker op een interactieve manier op zoek kan gaan naar de relevante plaatsen voor zijn onderzoek.
Er zijn geen langetermijnbijwerkingen bekend en, omdat de apparatuur makkelijk te verplaatsen is, kan een echo gemaakt worden zonder dat de patiënt zijn bed moet verlaten.
Alle tot op heden (2004) verzameld bewijsmateriaal geeft aan dat ultrasoon onderzoek veilig is voor het ongeboren kind. In elk geval is een echo aanzienlijk veiliger dan een röntgenfoto. Dit heeft ertoe geleid dat veel zwangere vrouwen een "pretecho" laten maken. Dit is een echo zonder medische aanleiding, zuiver bedoeld om het kind in de baarmoeder al te kunnen zien. Of ook het gehoor van de foetus geheel veilig is voor de onhoorbaar hoge maar wel luide ultrageluidsgolven is nog een tijdlang een punt van zorg geweest.

## Nadelen
Echografie kan moeilijk door bot dringen en de resultaten zijn onbruikbaar wanneer er zich lucht bevindt tussen de transducer en het te onderzoeken orgaan. Het vraagt vakmanschap en ervaring van degene die het onderzoek uitvoert om beelden van een kwaliteit te verkrijgen die het mogelijk maken om een betrouwbare diagnose te stellen. Het is voor het interpreteren van de waargenomen beelden wel belangrijk dat men zelf een heel goed mentaal beeld van de anatomische configuratie van de organen heeft en ook dat men precies weet waar de camera 'staat', onder welke hoek en welke kant deze 'op kijkt'. De beelden zijn voor een niet speciaal daarin geschoold medicus niet goed te interpreteren.

## Toepassingen

### Toepassing bij zwangerschap
Indien een vrouw verschijnselen krijgt die er op wijzen dat ze zwanger is, kan ze bij een verloskundige terecht voor een echografisch onderzoek. Bij onderzoeken tot 10 weken zal gebruik gemaakt worden van een vaginale echoscopie ('uitgangsecho') die een scherper beeld geeft: bij zwangerschappen langer dan 10 weken kan de uitwendige echo ('buikecho') vaak voldoen. Tegenwoordig kunnen de meeste verloskundigen zelf echo's maken.
In een later stadium gebruiken verloskundigen en gynaecologen echografie om de zwangerschap te volgen. De normale ontwikkeling van de foetus en de organen kan nagegaan worden. Doordat de foetus in het begin lineair groeit, kan aan de hand van kop-stuitmetingen (kop-romplengte) in het begin van de zwangerschap de vermoedelijke bevallingsdatum berekend worden. Ook kan vanaf ongeveer achttien weken zwangerschap het geslacht bepaald worden: de buitenste schaamlippen van een meisje zijn echografisch te herkennen als twee streepjes.

#### Nederlandse situatie
In Nederland is het gebruikelijk bij een postmenstruele leeftijd (PML) rond tien weken een 'termijnbepaling' door middel van echografie te doen, dit is een betere schatting van de conceptionele leeftijd, zodat onder meer nauwkeuriger een schatting van de datum van de bevalling ('uitgerekende datum') kan worden bepaald. Hierbij wordt de foetus opgemeten.
Bij een PML tussen elf en dertien weken kan een nekplooimeting worden verricht, hierbij wordt een plooi in de nek van de foetus opgemeten om de kans op het syndroom van Down te berekenen.
Bij een PML van twintig weken kan een 'twintigwekenecho' gemaakt worden, waarbij de hele foetus nauwkeurig wordt bekeken om eventuele afwijkingen op te sporen. Dit aantal weken is zodanig dat bij ernstige afwijkingen nog gekozen kan worden tussen het uitdragen van de zwangerschap en abortus. Bij deze echo wordt meestal ook geconstateerd of het een jongen of een meisje is. 
De termijnbepaling en de twintigwekenecho worden anno 2010 vergoed door de zorgverzekering, de nekplooimeting (en de bijbehorende bloedtest) worden alleen vergoed wanneer er een medische indicatie is (gewijzigd per januari 2015). Een 'pretecho' is een echo die medisch niet nodig is en daarom niet vergoed wordt.

### Intraoperatieve toepassing
Toenemend wordt de echografie voor de onderzoeking van organen en structuren gebruikt tijdens operaties. Dit maakt het gemakkelijker om bijvoorbeeld vaatstructuren en tumoren duidelijk af te grenzen. Vooral bij parenchymateuse organen zoals de alvleesklier, lever en de nier heeft deze techniek duidelijke voordelen. Er bestaan ook smalle transducers die bij laparoscopieën gebruikt kunnen worden.